# Antonio Romera

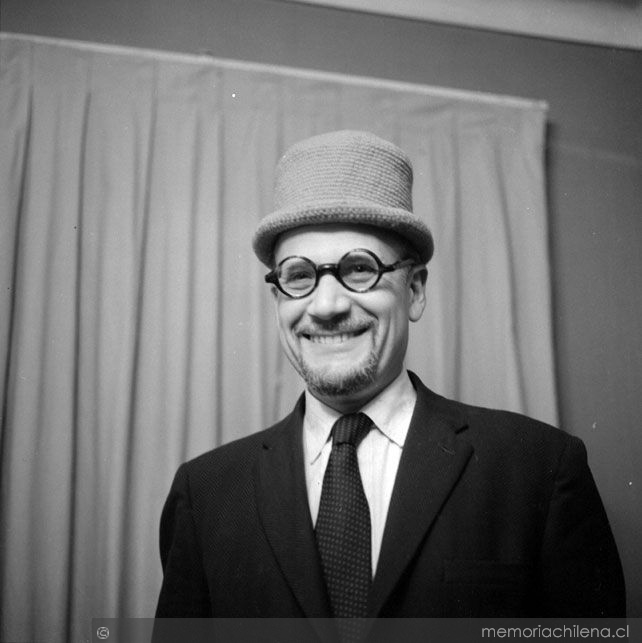
Antonio Romera (1966)

Antonio Rodríguez Romera (* 1908 in Cartagena; † 25. Juni 1975 in Santiago de Chile) war ein spanischer Kunstwissenschaftler und -kritiker, Zeichner und Karikaturist.
Romera besuchte die Escuela Normal in Albacete. Von 1932 bis 1939 arbeitete er als Lehrer in Lyon. Er lernte hier den Direktor des Museo de Bellas Artes, René Jullien, kennen, der ihn in die Ästhetik und Kunstkritik einführte und veröffentlichte seinen ersten Essay El Impresionismo Patológico. Daneben arbeitete er Karikaturist für die Zeitschrift L´Ecran Lyonnais und schrieb für den Le Lyon Republicain.
Vor dem Spanischen Bürgerkrieg floh er 1939 nach Chile und arbeitete zunächst für die Zeitschrift La Nación in Valparaíso als Karikaturist, von 1940 bis 1952 auch als Kunst-, Theater- und Filmkritiker. Daneben schrieb er für die Revista Atenea der Universidad de Concepción, Pro Arte und gelegentlich für den Anuario de Plástica. In der Zeitung Las Últimas Noticias veröffentlichte er 1942 und 1950 neben Karikaturen kurze Essays über literarische und philosophische Themen unter dem Pseudonym Federico Disraelí.
Im El Mercurio publizierte er zwischen 1952 und 1975 als Antonio Romera Kunst- und als Critilo Theater- und Filmkritiken. 1954 wurde er Mitarbeiter der Zeitschrift Zig-Zag. 1969 schrieb er über verschiedene Themen in der Zeitschrift El Sur de Concepción, und 1973 veröffentlichte er politische Karikaturen im Mercurio.
Romera veröffentlichte 22 Bücher, darunter Monographien über Wandmalereien in Mexiko, Valenzuela Puelma und Alberto Orrego Luco sowie eine Geschichte der Chilenischen Malerei von 1849 bis 1950.  Außerdem unterrichtete er an Alejandro Tarragós Windsor School, gab Kurse im Fach Ästhetik an der Universidad de Chile und der Universidad de Concepción und vertrat Chile bei der Association Internationale des Critiques d’Art in Paris. In Rundfunkprogrammen trat er wiederholt unter den Pseudonymen A.A.R., Atalaya und Contertulio auf.